# 拉丁語短語列表 (E字頭)
此页列举著名拉丁语短语的中文翻译，例如和。因为古希腊的修辞和文学在古罗马崛起之前达到了巅峰，有些拉丁语短语本身也是翻译自希腊语短语。
此列表包含由E开头的短语。参见拉丁語短語列表。
| 拉丁语                                                            | 译文                                           | 注疏 |
| ----------------------------------------------------------------- | ---------------------------------------------- | --- |
| e pluribus unum                                                   | 合众为一                                       | 美利坚合众国前国家格言。 |
| Ecce homo                                                         | 看，这个人！                                   | 出自若望福音19：5。由本丢·彼拉多对耶稣说出。也是德国哲学家尼采1888年出版的著作《瞧！這個人》的书名。 |
| ecce panis angelorum                                              | 看啊，那天使的面包！                           | 这是一句偶尔雕刻在天主教教堂圣餐台附近的短语。旨在提醒人们想到圣体、圣餐。 |
| editio princeps                                                   | 初版                                           | 一本著作的初版发行可以用此短语来指代。 |
| ego te absolvo                                                    | 我赦免你                                       | 在告解礼时由神父说出的一句仪式性的话。 |
| ego te provoco                                                    | 我挑战你                                       | 此短语表示一种挑战的语气。 |
| eheu fugaces labuntur anni                                        | 呜呼，流年飞逝。                               | 出自贺拉斯的 《颂歌集》 卷二, 14节。 |
| eluceat omnibus lux                                               | 让光明自万物发出                               | 西德威尔友谊中学的格言。 |
| emeritus                                                          | 荣誉的                                         | 常用于表示一个退休后授予的职位，如：“荣誉教授”、“荣誉主席”。此词不表示受名誉者不再活跃。 |
| ens causa sui                                                     | 自在                                           | 传统上，指一个存在只依自己而存在，即自在。如上帝或超自然的存在。 |
| ense petit placidam sub libertate quietem                         | 她仗剑寻找长眠于自由之下的平静                 | 马萨诸塞州格言。 |
| entia non sunt multiplicanda praeter necessitatem                 | 如无必要，勿增实体                             | 出自由圣方济各会修士奥卡姆的威廉（William of Occam）提出的一个原理。奥卡姆剃刀 |
| entitas ipsa involvit aptitudinem ad extorquendum certum assensum | 真相有种强迫赞同的力量                         | 这是一句在现代西方哲学对“真理的本质”的讨论中用到的短语。 |
| eo ipso                                                           | 即因此而...                                    | 哲学及法学的专有名词。与ipso facto类似。如：我存在并不即因此而（eo ipso）意味着我思考。 |
| eo nomine                                                         | 以其名义                                       | 法学用语，主要用在主权豁免权方面。 |
| equo ne credite                                                   | 不要相信那马                                   | 出自维吉尔的《埃涅伊德》。 |
| erga omnes                                                        | 对一切                                         | |
| ergo                                                              | 因此                                           | 这一短语用于哲学名句：“我思故我在”。（Cogito ergo sum） |
| errare humanum est                                                | 人非圣贤孰能无过                               | 语出塞内卡: Errare humanum est, perseverare autem diabolicum, et tertia non datur(人非圣贤孰能无过，恶魔会坚持犯错，而第三种可能性则没有被给出。） |
| erratum                                                           | 错误                                           | 某一著作上一板中的错误列成表，称为“errata”（erratum的复数）. |
| errantis voluntas nulla est                                       | 一个带有错误的当事人的意志是无效的。           | 庞波尼乌斯在罗马法中称：“一项由被错误所引导的人所执行的法律行为是无效的。” |
| eruditio et religio                                               | 知识和虔诚                                     | 杜克大学格言 |
| esse est percipi                                                  | 存在即是被感知                                 | 英国哲学家乔治巴克莱为其唯心主义立场所用的格言。他主张：除了意识（包括上帝的意识）本身，没有任何被意识感知的事物是独立存在的。 |
| esse quam videri                                                  | 外观莫如实质                                   | 意即真实地成为某物，而不是仅仅看起来像某物。语出西塞罗《论友谊》第二十六章。更早地，这句短语被塞勒斯特所用过。（esse quam videri bonus malebat）他更希望成为美好的，而非看似美好的。 |
| est modus in rebus                                                | 事物有中道                                     | 语出贺拉斯的《讽刺诗》 |
| esto perpetua                                                     | 愿此长存                                       | 威尼斯历史学家保罗萨尔皮在弥留之际所说。同时也是美国爱达荷州的格言。 |
| esto quod es                                                      | 做你自己                                       | 英国威尔斯克斯德尔学校的格言。 |
| et adhuc sub iudice lis est                                       | 其仍在庭前                                     | 语出贺拉斯《诗艺》 |
| et alibi (et al.)                                                 | 以及其它地方                                   | et cetera的不常见变体，用于一长串地名之后以表示未列出的地点。 |
| et alii (et al.)                                                  | 以及其他人等                                   | 与et cetera（以及其余的）用法相似，表示一长串未列出的名字。 |
| et cetera                                                         | 以及其余的                                     | 这一短语在现代用于表示在文中不能一一列举的事物。即etc。 |
| et facta est lux                                                  | 就有了光                                       | 语出《创世纪》第一章第三节。美国佐治亚州莫尔豪斯大学的格言。 |
| et hoc genus omne                                                 | 以及诸如此类的事情                             | 这一短语的缩写形式为e.h.g.o或 ehgo |
| et in Arcadia ego                                                 | 我亦在阿卡迪亚                                 | 典出名画《阿卡迪亚的牧人》，全句是：“牧人们，如你们一样，我亦在阿卡迪亚，体验过幸福，而如我一样，你们也必死亡。” |
| et lux in tenebris lucet                                          | 光明在黑暗中闪耀                               | 秘鲁天主教宗座大学格言。 |
| et nunc reges intelligite erudimini qui judicatis terram          | 众王！你们现在应当自觉，大地掌权者！你们应受教 | 典出《圣咏集》第二章第十节。 |
| et sequentes (et seq.)                                            | 及以下                                         | 也写作et sequentia(及以下事物), 缩写为: et seqq、 et seq.或sqq |
| et cum spiritu tuo                                                | 并且与你的灵魂                                 | |
| et suppositio nil ponit in esse                                   | 假设置无物于实在                               | 另有翻译为：“别了，它不能使之成为如此之物。” |
| et tu, Brute?                                                     | 布鲁图斯，你呢？                               | 或“布鲁图斯，连你也？”这一短语用来表示某一亲近人物的背叛。典出莎士比亚的戏剧《尤里乌斯凯撒》 |
| et uxor (et ux.)                                                  | 以及妻子                                       | 这是一句法律用语。 |
| et vir                                                            | 以及丈夫                                       | 这是一句法律用语。 |
| Etiamsi omnes, ego non                                            | 即便众人因为你的缘故。。。我绝不。。。         | 典出《玛窦福音》第二十六章第三十三节伯多禄对耶稣说的话。原文是：“即便众人因为你的缘故跌倒，我绝不跌倒。” |
| etsi deus non daretur                                             | 即便上帝不存在                                 | 这是一句依据荷兰人、国际法之父胡果·格老秀斯的观点而总结出的短语。 |
| ex abundanti cautela                                              | 非常谨慎起见                                   | 在法学中，这一短语用来表达某人对一种十分不可能会发生的可能性作出的防范。“非常谨慎起见（ex abundanti cautela），一个人可能会在穿着吊带裤之后外加一条皮带。 在金融业的领域，用来指一项贷款的抵押高于贷款本身。这一短语的一部分（abundanti cautela，谨慎起见）也被美国总统奥巴马所借用，以解释其对约翰·罗伯茨及恐怖分子的指责。 |
| ex abundantia enim cordis os loquitur                             | 心里所充满的，口里就说出来                     | 典出《玛窦福音》 , XII.xxxiv (Vulgate), 12.34 (Douay-Rheims) （页面存档备份，存于） 及《路加福音》 , VI.xlv (Vulgate), 6.45 (Douay-Rheims) （页面存档备份，存于）. 有时去掉enim |
| ex aequo                                                          | 平局                                           | 用于表示竞争双方所做的功之成果平分秋色。 |
| ex Africa semper aliquid novi                                     | 总有些新事物从非洲而来。                       | 典出老普林尼的《自然史》8.42：“unde etiam vulgare Graeciae dictum semper aliquid novi Africam adferre”), 这一短语从希腊语短语“Ἀεὶ Λιβύη φέρει τι καινόν”翻译得来。 |
| ex animo                                                          | 由衷地                                         | 即“诚挚地”。 |
| ex ante                                                           | 事前                                           | 即“事先”，用来修饰一种假设、预告。 |
| ex astris scientia                                                | 知识来自群星间                                 | 电影《星际迷航》星际舰队学院的格言。 |
| ex cathedra                                                       | 自宗座上                                       | 这一短语用于当罗马教宗在与枢机主教们进行圣餐，并由圣灵庇佑所发表的绝对无误的通諭、文告。即教宗在天启中庄严地发表关于信与德的教导时。引申义即为：某人通过超然的力量而说话。 |
| ex cultu robur                                                    | 力量来自涵养                                   | 英格兰萨里郡私立名学克雷格学校的格言。 |
| ex Deo                                                            | 关于神的                                       | |
| ex dolo malo                                                      | 出于有害的欺诈                                 | dolus malus是拉丁语“诈骗”的意思。全句为ex dolo malo non oritur actio 即“行为不能源于欺诈。”意思是：“当一种行为的源头是有害的欺诈时，该行为将不被给予支持。即，法庭不会支持一个将其行为基于不道德及违法之上的人。 |
| ex facie                                                          | 从其表面上看                                   | 这是一句用于提示“一份文件的措辞在没有更加深入的调查之下是无效的。” |
| ex fide fiducia                                                   | 自信源于信仰                                   | 津巴布韦哈拉雷圣乔治学院的格言。 |
| ex fide fortis                                                    | 力量源于信仰                                   | 美国纽约洛约拉学校的格言。 |
| ex glande quercus                                                 | 从橡实到橡树                                   | 伦敦南门区的格言。 |
| ex gratia                                                         | 作为恩惠                                       | 指某人出于纯粹的好意而自愿做某事，与某人为了个人所得及被迫做某事相对。 |
| ex hypothesi                                                      | 据推测                                         | |
| ex infra (e.i.) cf. ex supra                                      | 如下所述                                       | 学术性表示，即：“依据下文。” |
| ex lege                                                           | 法律上的                                       | |
| ex libris                                                         | 源于书本                                       | 接在一个人名之后，有“出自某某图书馆”之意。也有“藏书票”的意思。 |
| ex luna scientia                                                  | 知识源自月球                                   | 阿波罗十三号的格言。 |
| ex malo bonum                                                     | 良善出自邪恶                                   | 语出奥古斯丁，与塞内卡的“bonum ex malo non fit”（邪恶之中无良善）形成对比。 |
| ex mea sententia                                                  | 依我之见                                       | 根据我的见解。 |
| ex mero motu                                                      | 出于自愿                                       | |
| ex nihilo nihil fit                                               | 无中不能生有                                   | 语出罗马共和国诗人卢克莱修，更早时被古希腊的恩培多克勒提到过。最初，这一短语用来表达:“为了延续、继续，（某物）必须做功。”而现代更多解释为：“一切都源自另一事物。”“Ex nihilo”是“出于乌有”，这一部分常与“创造”一词连用。如：“creatio ex nihilo”即：“无中生有”的意思。                                                          |
| ex novo                                                           | 从新                                           | 指一件事物从新开始被打造。 |
| ex officio                                                        | 依其职权                                       | 即“依据职位的权利”，用来表示某人因取得某一职位而顺带當然取得另一职位。 |
| ex opere operantis                                                | 出于做功之人的成果                             | 这是一句神学的短语。表示圣礼的有效性取决于其人对圣礼的实施。 |
| ex opere operato                                                  | 出于已成之功                                   | 这是一句神学上的短语，用来表示接受圣礼本身即授予其人利益。如受洗能够直接驱除一个人的罪。 |
| ex oriente lux                                                    | 光明来自东方                                   | 原意是太阳从东方升起。暗指文明的火种来自东方世界。 |
| ex parte                                                          | 单方面的                                       | 用于法学的短语。即：“仅仅只代表一方面来说。” |
| ex pede Herculem                                                  | 从赫拉克利斯的脚上                             | 即：“举一反三。” |
| ex post                                                           | 依前情                                         | 即：“依据过去所得的经验。” |
| ex post facto                                                     | 据事后所完成的事                               | 指一项法律有追溯效力。 |
| ex professo                                                       | 就本职而言                                     | 指一个人十分了解自己所从事的事业。 |
| ex scientia tridens                                               | 制海权来自知识                                 | 美国海军学院的格言。triden是海神波塞冬的三叉戟。 |
| ex scientia vera                                                  | 真理源于知识                                   | 中田纳西州立大学研究生院的格言。 |
| ex silentio                                                       | 在无证据(或反证、资料等)的情况下               | 一般来说，这一短语表示某一能够证明命题的证据的缺失。一个“诉诸沉默的谬误”（argumentum ex silentio）是指一个以某人因论点中逻辑谬误而沉默，从而证明其无能辩驳为假设的论点。即此论点证明论点提出者的逻辑谬误，并使之无法继续辩论。                                                                                               |
| ex situ                                                           | 非原位                                         | in situ的反义词，某物即不在其天然状态下。 |
| ex supra (e.s.) cf. ex infra                                      | 如上                                           | 这是一句学术性的短语，用来表示：“如上所述。” |
| ex tempore                                                        | 立刻                                           | 即：“立即”、“马上” |
| Ex turpi causa non oritur actio                                   | 无耻的行径不能成为一件“行为”                   | 这是一条法律原则。表示原告的行为如果是基于其自身的违法动作，那么其人将无法追溯其行为的原因。多用于合同、侵权及信托。 |
| ex umbra in solem                                                 | 从阴影到光明                                   | 费德里科·圣玛丽亚技术大学的格言。 |
| ex unitae vires                                                   | 团结就是力量                                   | 南非共和国前国家格言。 |
| ex vi termini                                                     | 借着言辞的力量                                 | 即：“意即” |
| ex vivo                                                           | 来自体内的                                     | 这一短语用于对于有生命组织在生命体外的人工环境中的研究。 |
| ex voto                                                           | 出于意愿                                       | 即：“根据承诺。” |
| ex vulgus scientia                                                | 知识源自人群中                                 | 用于表述社会计算。群体的智慧。 |
| excelsior                                                         | 精益求精                                       | 即：“百尺竿头更进一步。”这一短语也是纽约的格言。 |
| exceptio firmat (or probat) regulam in casibus non exceptis       | 在非例外的情况下，例外证明规则。               | 这一短语用来表达一条司法原则。即：有一条对某一规则的声明。该声明的例外，成为该规则的证明。如：“周一至周五可以泊车”，其例外是“周末不准泊车”，即暗示且证明：“周一至周五可以泊车” |
| excusatio non petita accusatio manifesta                          | 一个没有依据的借口是一项明显的指控             | 也可以说成“给自己找借口的人，同时也指控自己。” |
| exeat                                                             | 准予离休                                       | 这一短语表达一种正式的离休许可。 |
| exempli gratia (e.g.)                                             | 例如                                           | 缩写即：“e.g.”英式英语中，e后的句号可以省略掉。 Exempli gratia, 美式英语里，“例如”的缩写有时也会在后加一个逗号，英式英语则省略。 |
| exercitus sine duce corpus est sine spiritu                       | 一支没有领导的军队如同一个没有灵魂的躯体       | 语出瑞典武装部队前大楼的一块牌匾。 |
| exeunt                                                            | 皆退下                                         | exire的第三人称复数形式。 |
| experientia docet                                                 | 经验给人教训                                   | 这一短语在皮肤病理学中被使用，用来表示“与各种不同的皮肤症状打交道的经验是不可替代的。”The term has also been used in gastroenterology. |
| experimentum crucis                                               | 决定性实验                                     | 指为了证明一项科学理论所进行的一项决定性试验。 |
| experto crede                                                     | 相信有经验者的话                               | 出自一位作者对其读者的私语。 |
| expressio unius est exclusio alterius                             | 明示其一即排斥其他                             | 意即；“提及某物可能排斥另一物。” |
| expressio unius personae est exclusio alterius                    | 明示其一人即排除其他人                         | 意即；“指定一人即排除其他人。” |
| extra domum                                                       | 置之殿外                                       | 指的是一种经由天主教会的法律程序，使嫌疑人从某一群体中被驱逐出后可能发生的结果。 |
| extra Ecclesiam nulla salus                                       | 教会之外无救恩                                 | 典出公元三世纪居普良主教的著作。通常用于强调为了得到救恩，天主教会是多么重要。 |
| extra omnes                                                       | 其他人离开                                     | 教宗礼仪处处长在教宗选举前颁布的命令。当该命令颁布时，除了红衣主教以外的人必须退出西斯廷教堂。 |
| extra territorium jus dicenti impune non paretur                  | 不从僭越行事之人者无罪                         | 指治外法权，在海洋法及牵涉到公海的案例中经常使用。 |